# David Krämer
David Krämer (Myjava, 14 gennaio 1997) è un cestista austriaco con cittadinanza tedesca. Con la Germania si è laureato campione del mondo nel 2023.

## Palmarès

### Club
- Coppa di Germania: 1

Bayern Monaco: 2020-21

### Nazionale
- Mondiali:

 Cina 2023